# Profesión hogar
Profesión hogar fue un programa de variedades y cocina de la televisión colombiana, del RCN Televisión. Era presentado por Carlos Calero y Yaneth Waldman. Pero también fueron presentadoras Paola Calle y Ana Katalina Torres.
Además de las recetas y consejos caseros, también tenía invitados especiales que respondían preguntas de los televidentes sobre psicología, sexualidad, nutrición, derecho y bricolaje. La cadena de supermercados Olímpica fue patrocinador del segmento culinario.
El programa salió del aire el 26 de agosto de 2016.